# In letzter Stunde
In letzter Stunde (Originaltitel Time Without Pity, wörtlich „Zeit ohne Mitleid“, deutscher Alternativtitel Teuflisches Alibi) ist ein britischer Film noir des Regisseurs Joseph Losey aus dem Jahre 1957. Der Film, der „auch ein Plädoyer gegen die Todesstrafe“ ist, handelt von einem Wettlauf gegen die Zeit, von einem Versuch, innerhalb einer Frist von 24 Stunden einen zum Tode Verurteilten zu retten. Darin, dass die Haupt-Handlung in wenige Stunden zusammengedrängt wird, gleicht der Film Robert Siodmaks Zeuge gesucht, Anatole Litvaks Du lebst noch 105 Minuten und Stanley Kubricks Die Rechnung ging nicht auf.

## Handlung
London, kurz vor Weihnachten: Alec Graham soll wegen des Mordes an seiner Freundin gehängt werden. Die Tat geschah im Landhaus des wohlhabenden Automobilfabrikanten Robert Stanford, dessen Sohn Brian Alec Grahams bester Freund ist.
Alec Grahams Vater David, ein erfolgloser und trunksüchtiger Schriftsteller, hat nicht am Prozess gegen seinen Sohn teilgenommen, weil er in Montreal zu einer Entziehungskur war. Von dort kehrt er 24 Stunden vor Vollstreckung des Urteils zurück. Er glaubt unbeirrt an die Unschuld seines Sohnes, steht damit jedoch allein. Zuerst will Alec Graham seinen Vater, der sich um ihn kaum gekümmert hat, nicht einmal sehen. Die Hoffnung seines Vaters, in der verbleibenden Frist seine Unschuld erweisen zu können, teilt er nicht.
David Graham sucht Jeremy Clayton auf, den Anwalt seines Sohnes, der von Robert Stanford bezahlt wird. Seine Unterstützung fällt zurückhaltend aus.
Allein bricht David Graham zu einer Suche durch das nächtliche London auf, um Hinweise zur Entlastung seines Sohnes zu finden. Er begegnet Stanfords adoptiertem Sohn Brian, der ihm sein Versagen als Vater vor Augen führt, und Stanfords Frau Honor, die in Alec verliebt ist, sowie Stanfords ehemaliger Sekretärin Vicky Harker. Robert Stanford erweist sich als jähzorniger und infantiler Familientyrann, den seine Frau sogar als „ein perverses Kind“ bezeichnet. Außer dem merkwürdigen Eindruck, den die Stanford-Familie macht – alles scheint Fassade zu sein –, gibt es einige Ungereimtheiten, aber der zunehmend verzweifelte Vater erkennt, dass dies seinen Sohn nicht retten wird. Er beginnt wieder zu trinken.
Schließlich sieht David Graham keinen anderen Ausweg, als sich zu opfern: Er teilt Clayton mit, er habe Stanford überführt, und verwickelt diesen in einen Kampf. Dabei richtet er Stanfords Revolver auf sein eigenes Herz und drückt mit Standfords Finger ab. „Was tun Sie?“, fragt Stanford entgeistert.

## Hintergrund
In letzter Stunde ist Loseys erster in England gedrehter Film unter eigenem Namen. Nachdem das Komitee für unamerikanische Umtriebe ihn auf seine ‚schwarze Liste‘ gesetzt hatte, was ein Arbeitsverbot in den Vereinigten Staaten bedeutete, hatte er in England seit 1953 unter wechselnden Pseudonymen gearbeitet.
In der literarischen Vorlage des Films, dem Drama Someone Waiting von Emlyn Williams, steht die Suche nach dem Täter im Vordergrund. Auf die daraus resultierende Spannung verzichtet der Film: Bereits in der Pre-Title-Sequenz wird die Identität des Mörders verraten, welcher auch in einer Großaufnahme gezeigt wird. Dies interpretieren Norbert Grob und Bernd Kiefer so: Dadurch öffne „Losey den Raum für die eigentliche Dramatik: für die Spannung zwischen den Figuren und ihr Verhalten auf düstersten Schauplätzen.“

## Synchronisation
Eine erste Synchronisation wurde 1958 für die ARD produziert. 1991 entstand noch eine zweite Synchronisation.
| Rolle                     | Darsteller         | Sprecher 1. Synchronisation | Sprecher 2. Synchronisation |
| ------------------------- | ------------------ | --------------------------- | --------------------------- |
| David Graham              | Michael Redgrave   | Hans Paetsch                | Rüdiger Schulzki            |
| Honor Stanford            | Ann Todd           | ?                           | Kerstin De Ahna             |
| Robert Stanford           | Leo McKern         | Heinz Piper                 | Harald Halgardt             |
| Brian Stanford            | Paul Daneman       | ?                           | ?                           |
| Jeremy Clayton            | Peter Cushing      | Richard Münch               | Peter Aust                  |
| Alec Graham               | Alec McCowen       | Günther Schramm             | Nicolas König               |
| Mrs. Harker               | Renée Houston      | ?                           | Ursula Vogel                |
| Vicky Harker              | Lois Maxwell       | Renate Heilmeyer            | ?                           |
| Mr. Maxwell, Abgeordneter | Richard Wordsworth | Carlos Werner               | Achim Schülke               |
| Barnes, Redakteur         | Georg Devine       | ?                           | Frank Straass               |
| Staatssekretär            | Ernest Clark       | ?                           | Gerhart Hinze               |
| Gefängniskaplan           | Peter Copley       | ?                           | Harald Pages                |
| Gefängnisdirektor         | Hugh Moxey         | ?                           | Jörg Gillner                |
| Journalist                | John Chandos       | ?                           | Peter Kirchberger           |

## Kritik
„Kriminalfilm, der sich zunehmend in psychologische wie moralische Fehlschlüsse verrennt, dank seiner geschickten Inszenierung aber durchweg spannend ist.“

„Joseph Losey zählt zu jenen Regisseuren, die ihren Kriminalfilmen eine tiefere Dimension abgewinnen – sei es gesellschaftlicher, sei es psychologischer Art – ohne dass dies aufgesetzt wirkt. […] ‚Teuflisches Alibi‘ ist ein straff inszenierter Thriller mit einer guten Besetzung.“

„Michael Redgrave […] spielt sich die Seele aus dem Leib. Auch ‚Dracula‘-Jäger Peter Cushing ist in dem cleveren Katz-und-Maus-Spiel mit dabei.“

„Teuflisches Alibi strahlt eine Tristesse und Härte aus, die an Luis Buñuels Die Vergessenen […] und Orson Welles’ schwarzweiße Franz-Kafka-Verfilmung Der Prozess […] denken lässt. Reich und Arm führen in der betonierten Einöde ihrer Metropole ein gleichermaßen freudloses, von Gier und Geiz, von Neurosen und Hass determiniertes Leben, das nur Haben und Nichthaben voneinander scheidet. Teuflisches Alibi ist […] eine rabenschwarze Studie primitiver Instinkte und perfiden Kalküls.“

„Das Bild, das Joseph Losey 1956 von London zeichnet, ist das einer Welt ohne Mitleid. Schummrig die Orte, fahl das Licht und seltsam desinteressiert die Menschen. […] Eine Tänzerin in einem Varieté freut sich über die bevorstehende Hinrichtung; […] ein Zeitungsredakteur spielt lieber Dart, als sich für die Story über einen unschuldig Verurteilten zu interessieren. Noir, das ist ja immer auch ein Blick, der sich schicksalhaft auf die Seiten- und Nebenräume der alltäglichen Welt richtet.“